# Rhynchostegium glaucovirescens
Rhynchostegium glaucovirescens là một loài Rêu trong họ Brachytheciaceae. Loài này được (Müll. Hal.) Kindb. miêu tả khoa học đầu tiên năm 1888.